# كهف الحمم
كهف الحمم هي أي كهف تكوّن في صخر بركاني، على الرغم من أنه في الاستخدام النموذجي مقصور على الكهوف التي كونتها العمليات البركانية، والتي تسمى بشكل أدق بالكهوف البركانية. كهوف البحار، وغيرها من أنواع كهوف الثغرات والصدوع، ربما تكوّن في صخور بركانية، ولكنه غير مرتبط بعمليات بركانية وبالتالي تكوّن بعد فترة من وضع الصخر البركاني.

## الأنواع
هناك العديد من أنواع كهوف الحمم، وهذه أبرزها:
- أنابيب الحمم هي النوع الأكثر شيوعًا والأكثر اتساعًا في كهوف الحمم. تتشكل أنابيب الحمم البركانية عادة في تدفقات الحمم الناعمة الموجية المجدولة، على الرغم من وجود استثناءات. فعندما تنبعث الحمم من منطقة تنفيس، فإنها تنتشر في الطريق الأقل مقاومة. وتتصلب الطبقات الخارجية للحمم، بينما تُكوِّن الطبقات الداخلية أنابيب أفقية توجّه تقدم التدفق. وتعتبر هذه الأنابيب المراحل الأولى لأنابيب الحمم التي تقوم بعزل الحرارة من الحمم والتي توفر بعد ذلك وسيلة لتدفق الحمم في كل مكان. واعتمادًا على الانحدار والتضاريس واللزوجة، تتشكل أنواع مختلفة من أنابيب الحمم. الأنابيب متعددة الأطراف هي تلك التي تشكل أنابيب متوازية، وعادة متفرعة ومفاغرة. الأنابيب متعددة المستويات هي تلك التي تقع على قمة أنبوب آخر مباشرة أو أسفل منه، وأحيانًا فوق عدة أنابيب أسفلها. تتخذ بعض تدفقات الحمم البركانية خليطًا من الأنابيب متعددة المستويات  ومتعددة الأطراف. ومن الأشكال الأخرى لأنابيب الحمم، الأنبوب داخل أنبوب الذي يمكن أن يتشكل داخل أنابيب الحمم إذا كانت بطانة الجدران ضعيفة بما يكفي لتميل نحو الداخل مكونة أرضية جديدة فوق القديمة. ويُلاحظ عمومًا أن الأنابيب داخل أنابيب تتشكل أثناء تصريف الحمم الأخيرة من خلال أنبوب الحمم الرئيسي.[1][2][3]

- كهوف الجليد يُشار لبعض أنابيب الحمم على الخرائط بأنها كهوف جليد، ليس لأنها مكونة من الجليد ولكن لأنها تؤوي الجليد.

- الأنابيب السطحية هي نُهير ناضب صغير أو مجرى من نفس سائل الحمم والذي يتدفق في قنوات الحمم. وتتشكل على سطح متصلب موجود، ومعظمها صغير جدًا للسماح بالدخول فيه. وتنتج من خلال تدفق الحمم التي تحوّل نفسها من الداخل إلى الخارج. ويشار إليها أحيانًا باسم "الأصابع"، ويُعتقد أنها مفيدة في نمو أنابيب الحمم (طوليًا). وتتشكل عادة عند فيضان منافس الحمم أو القنوات أو الخزانات.[4] وهي سطحية جدًا وعادة ما تكون داخل الأقدام الأولى القليلة تحت السطح. ويمكن أن تتصل الأنابيب السطحية بأنابيب الحمم الأعمق تحت السطح.[5] ويكون للأنابيب السطحية عادة سمك جدار موحد ومقطع عرضي شبه دائري وجانب مسطح منخفض مقابل السطح الذي تشكل عليه. ويشيع فيها التفرع، وتعتبر الشبكات الشجيرية الواسعة عادية. ويتراوح العرض من ديسيمتر إلى عدة أمتار. ويعتمد الطول أساسًا على الإمداد غير المنقطع من الحمم ويختلف بشكل كبير. الأنابيب السطحية متعددة بشكل أكثر من أن يتم إدراكها عمومًا لأن معظمها قد توارى فيما بعد.[3]
- كهوف تضخمية تميل إلى أن تكون غرفًا صغيرة تتشكل عندما تندفع الحمم تحت الضغط إلى أعلى الصخور السطحية ثم تُصرف رجوعًا لأسفل. وأحد التعبيرات السطحية لذلك هي مرتفع الضغط، وهو فص مشقوق من الحمم الصلبة التي تكون مجوفة إلى درجة غير عادية. وفي بعض الحالات، قد تمارس الغازات البركانية ضغطًا على الحمم الصلبة وشبه الصلبة وتشكل ما هو في الأساس فقاعة من صخر رقيق يسمى نَفطة. ونادرًا ما يكون هذا الأخير كبيرًا بما يكفي لأن يكون كهفًا. وقد يتم الخلط بين الكهوف التضخمية وأنابيب الحمم كذلك، لأنها من الداخل قد تتشارك الكثير من الخصائص نفسها.[6]

- كهوف مرتفعة، عبارة صاغها لورانس تشيتوود، عالم جيولوجيا بند، أوريغون، وتكون مرتبطة بمرتفعات الضغط وعملية التضخم. تتكون الكهوف المرتفعة على حواف مرتفعات الضغط أو هضبة الضغط. وعلى وجه التحديد، فعندما تبدأ حافة مقعرة للمرتفع أو الهضبة في التضخم، فإنها تترك فراغًا بالأسفل. وتوجد سقيفة بما لا تزيد عن خمسة إلى عشرة أقدام طولاً، بالرغم من أن أطول ما تم اكتشافه بلغ ثلاثين قدمًا طولاً.

## صور

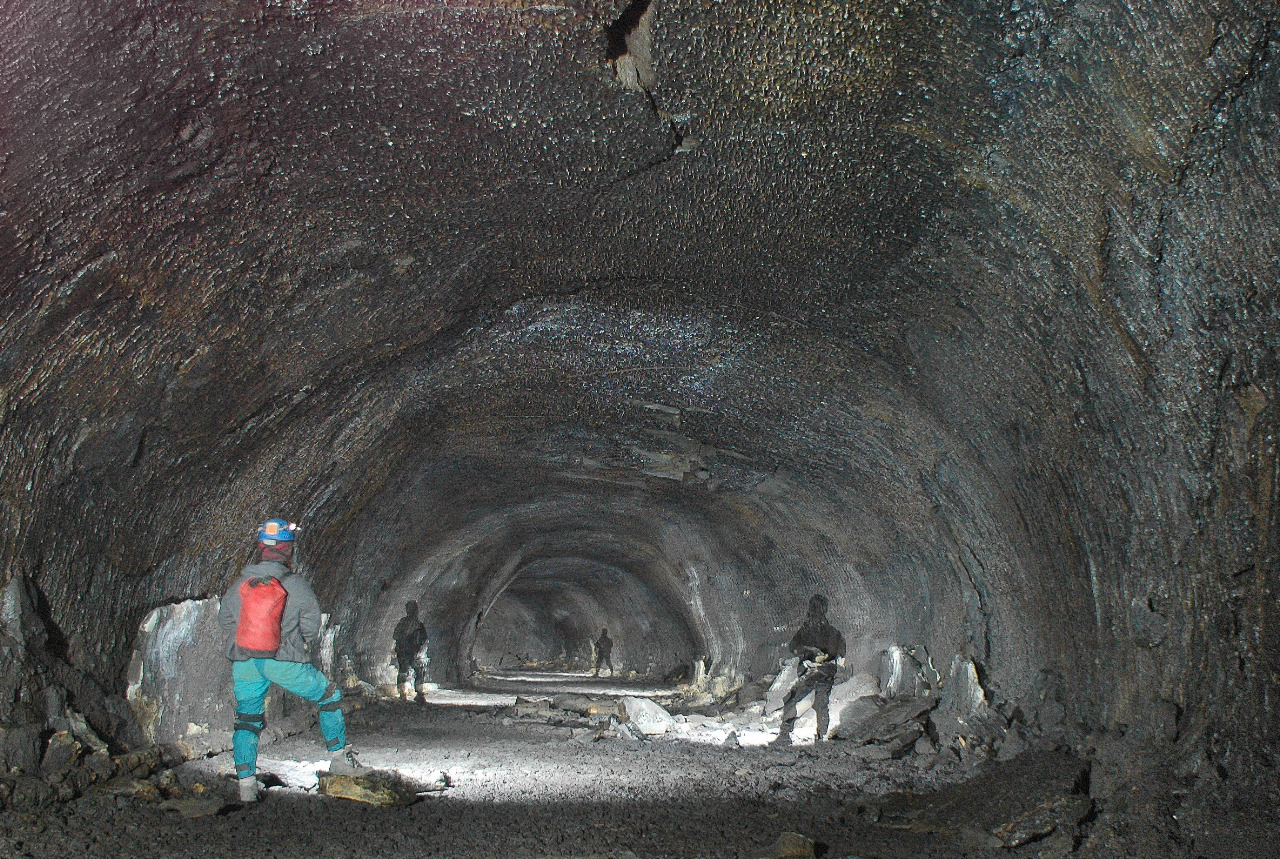
ممر أنبوب حمم نموذجي
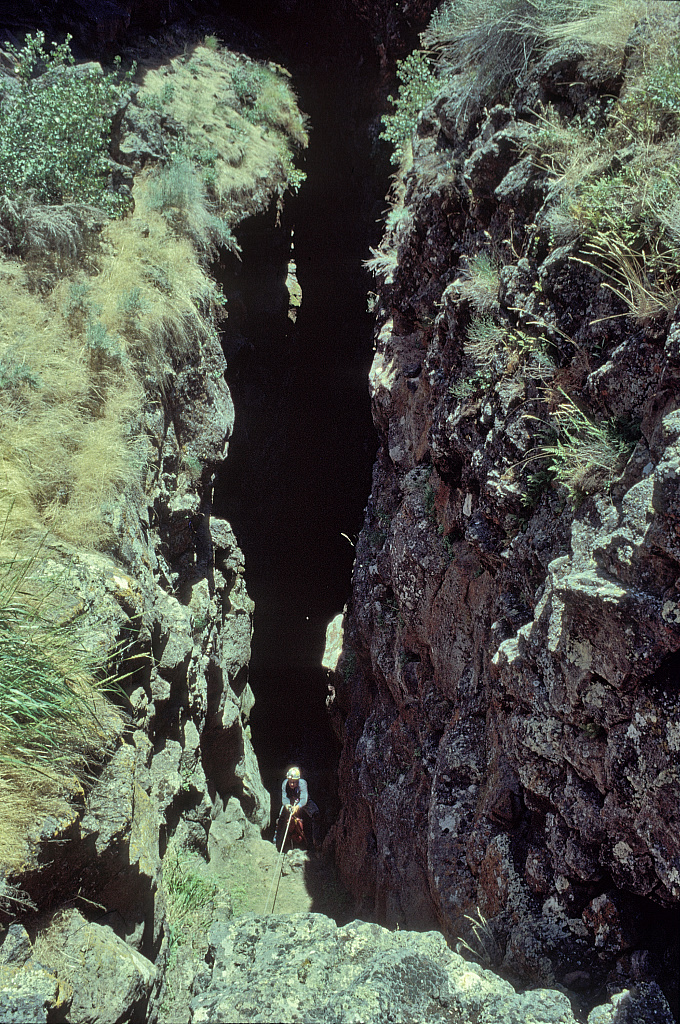
كهف متصدع
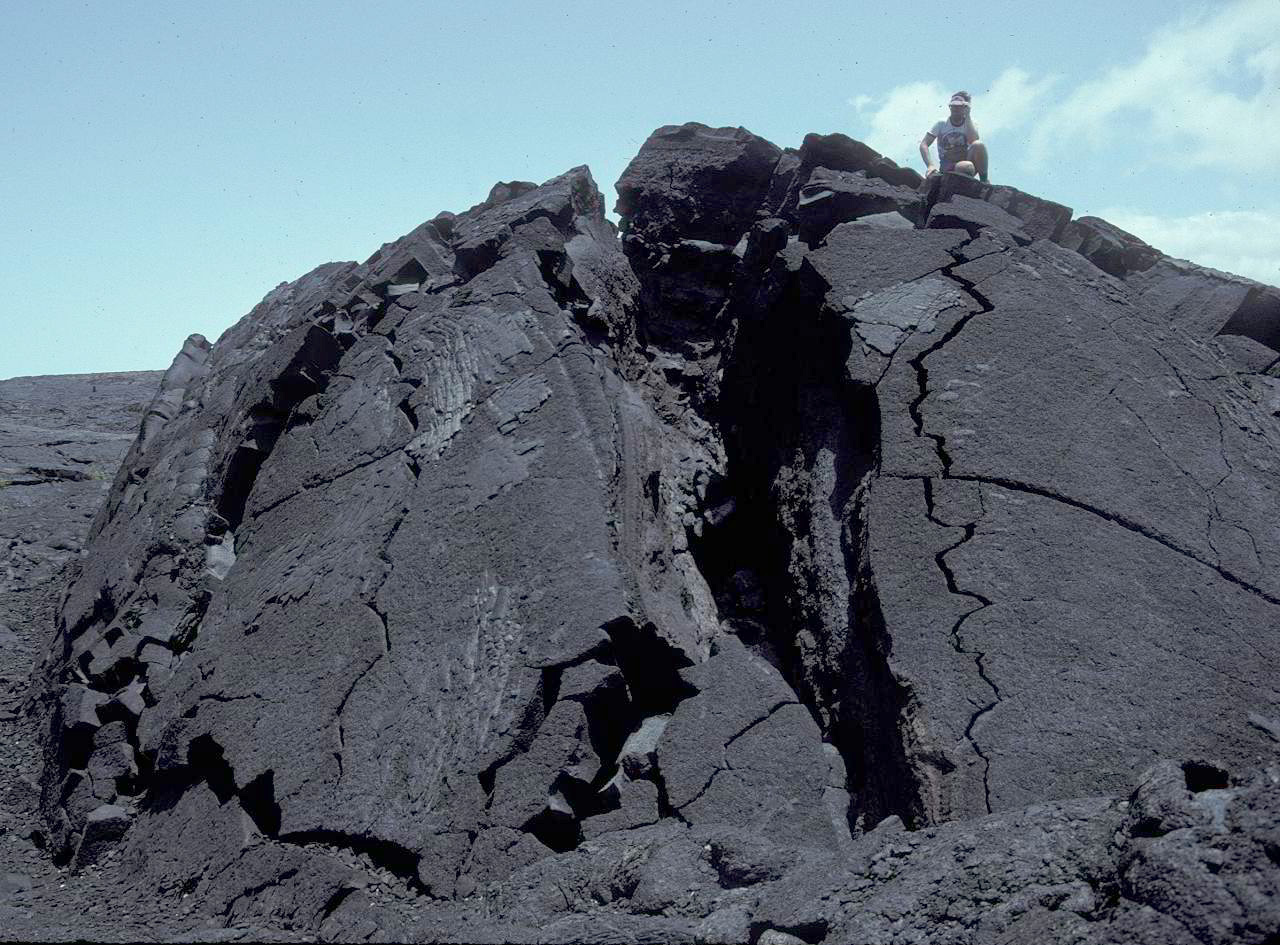
كهف تضخمي
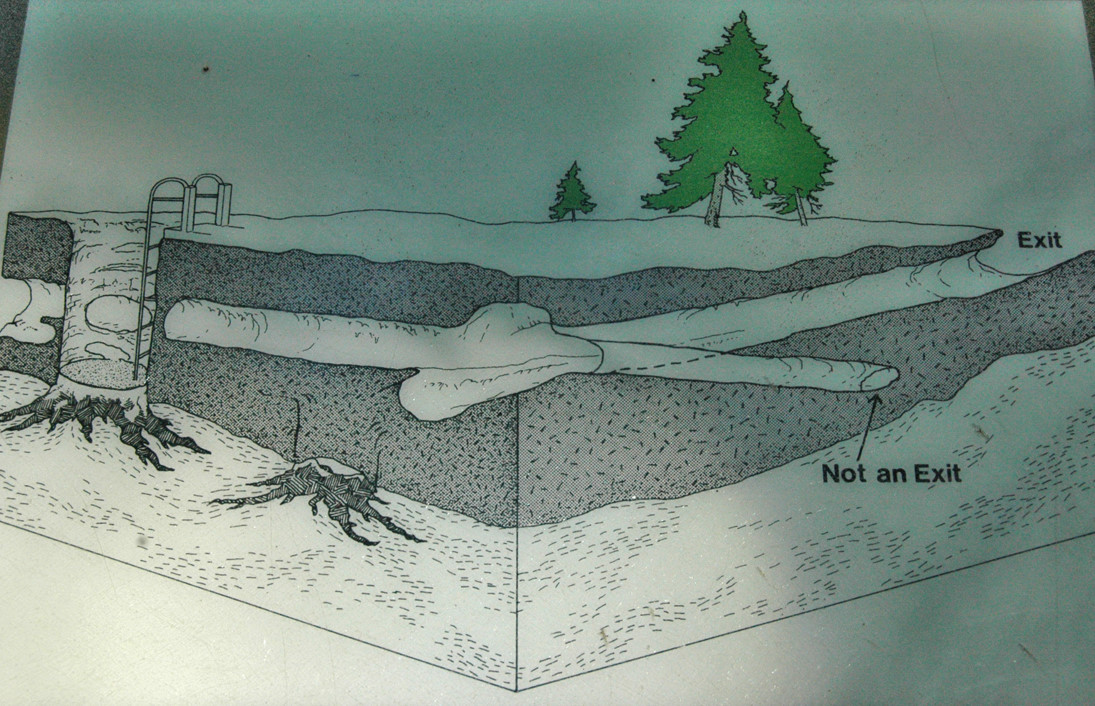
كهف قالب حمم
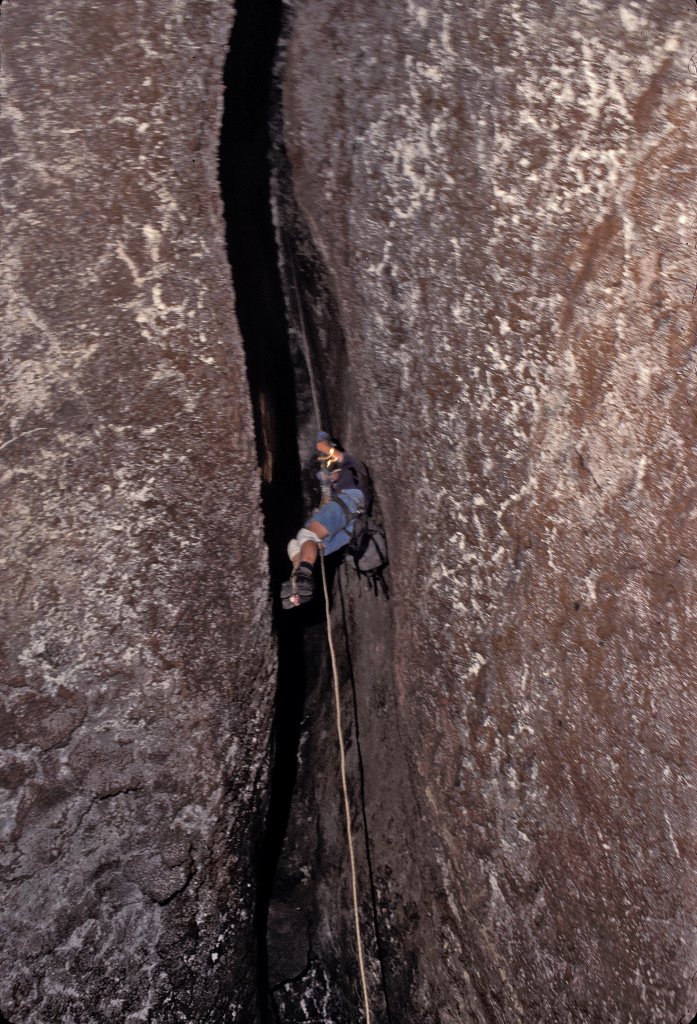
أنبوب بركاني رأسي مفتوح
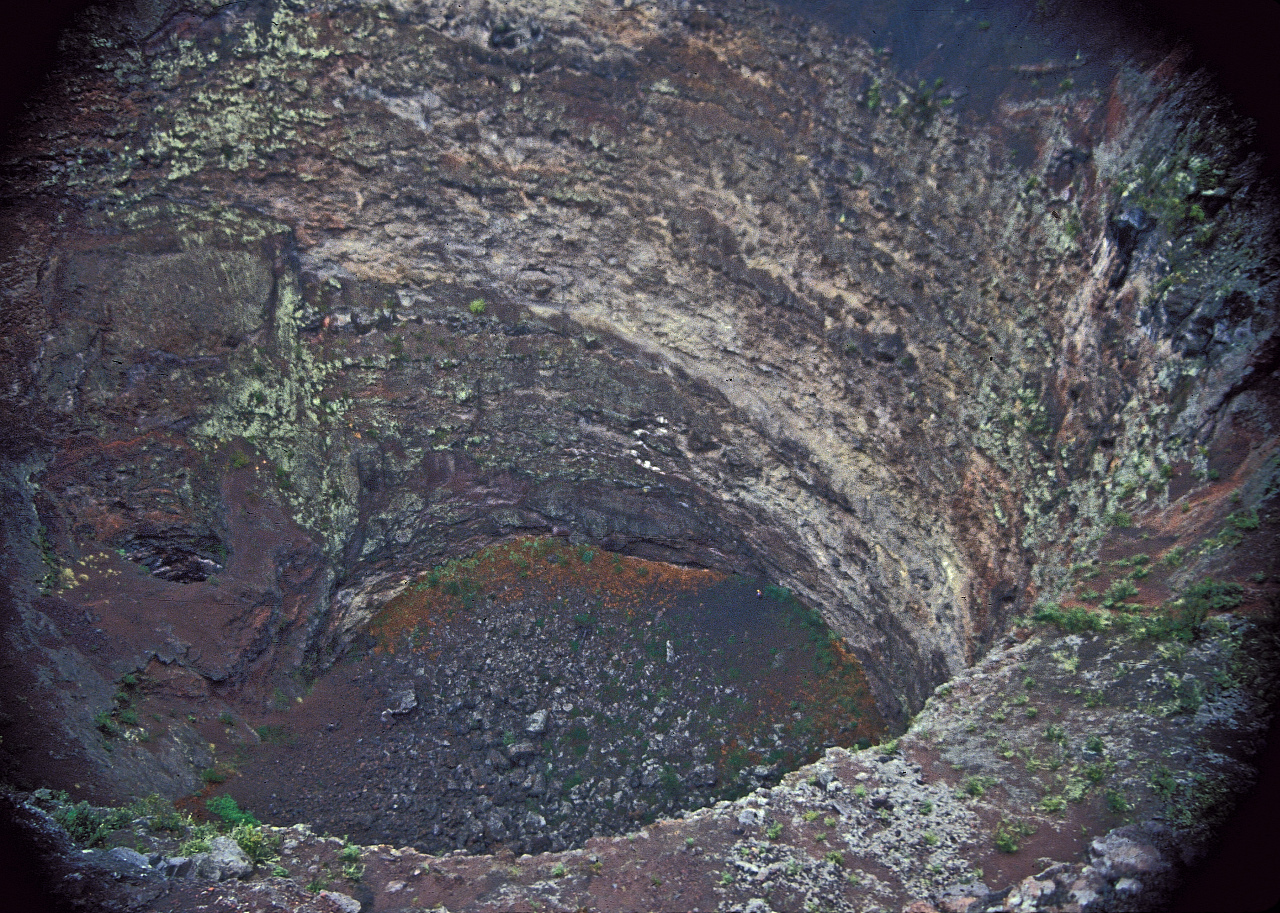
فوهة حفرة مع التجويف للداخل، أنبوب بركاني رأسي مفتوح